# Creepy
Creepy fue el título de dos revistas especializadas en historieta de terror: Una estadounidense y otra española. Al parecer, la edición estadounidense recibía cartas de lectores quejándose de la influencia española que se notaba en la revista, mientras que la edición española lo hacía respecto a la influencia americana.
La versión estadounidense apareció en 1964 editada por Warren Publishing. En su momento de mayor auge, "tiraba tres millones de ejemplares, que iban no sólo al mercado estadounidense, también a Canadá, Inglaterra".
La versión española fue editada por Toutain Editor a partir de 1979, formando parte del llamado boom del cómic adulto en España.

## La edición estadounidense (Warren Publishing, 1964-1983)

### Características
Creepy fue la primera de las tres grandes revistas de cómic de terror editadas por la compañía estadounidense Warren Publishing, quien a rebufo de su éxito sacaría también "Eerie" (1966-1983) y "Vampirella" (1969-1983). Las tres se acogieron al formato de las revistas en blanco y negro típico de los quioscos de periódicos para poder prescindir del sello de aprobación del Comics Code Authority, que solo se exigía a los comic books. 
Siguiendo el modelo de los cómics de terror de EC (1950-1954), recuperaron la figura del anfitrión siniestro encargado de presentar las historietas de cada número, que en este caso se llamaba Uncle Creepy (El Tío Siniestro). Creepy se distinguió de las otras dos por presentar exclusivamente historietas autoconclusivas, ajustándose así más a su modelo. Solo hubo un par de excepciones:
| Números       | Años | Título                | Guion          | Dibujo        | Tipo  |
| ------------- | ---- | --------------------- | -------------- | ------------- | ----- |
| 8-9           | 1966 | The Coffin Of Dracula | Archie Goodwin | Reed Crandall | Serie |
| 141, 143, 145 | 1982 | Moral Blood           | Don McGregor   | Al Sanchez    | Serie |

### Trayectoria
La idea partió de Russ Jones, quien pronto delegó las tareas de edición en Archie Goodwin. En sus primeros números trabajaron artistas como Neal Adams, Dan Adkins, Reed Crandall, Johnny Craig, Steve Ditko, Frank Frazetta, Gray Morrow, John Severin, Angelo Torres, Alex Toth, Al Williamson y Wally Wood, pero la mayoría la abandonaron en octubre de 1967 debido a la falta de financiación, teniendo que sobrevivir la revista a base de reimpresiones hasta 1970. 
A finales de 1971 los dibujantes españoles (muchos de ellos procedentes de Selecciones Ilustradas) empezaron a dominar la revista (Jaime Brocal Remohí, Rafael Aura León, José María Beá, Luis Bermejo, Martín Salvador, Luis García, Fernando Fernández, José González, Esteban Maroto, Isidro Monés, José Ortiz, Leopoldo Sánchez, Sanjulián y Enrich Torres), aunque también destacaban las aportaciones del norteamericano Richard Corben. Los guiones eran obra de Gerry Boudreau, William Dubay, Budd Lewis, Jim Stenstrum, Steve Skeates y Doug Moench, siendo el propio Dubay editor de gran parte de estos números (50-59 y 65-78). 
Louise Jones reemplazó entonces a Dubay en las funciones de edición entre los números 79 a 116, mientras la revista acogía los trabajos de dibujantes como el clásico Carmine Infantino y los filipinos Alex Niño, Alfredo Alcala y Rudy Nebres, bajo los guiones de Bruce Jones, Bob Toomey o Roger McKenzie.
La revista recayó en las reimpresiones antes de finalizar con su número 145. 

### Legado
En España su material fue publicado en las revistas "Dossier Negro" (1968-1988), "Rufus" (1973-1978) y "Creepy" (1979-1985).
Actualmente la compañía Dark Horse está publicando una reedición en volúmenes de la colección original de Creepy y una revista periódica con material nuevo. Planeta DeAgostini traduce el recopilatorio desde 2010.

## La edición española (Toutain Editor, 1979-1985 y 1990-1992)

### Primera época (1979-1985, 79 números publicados)
Bajo el lema "La mejor publicación mundial de terror" recopilaba en sus primeros números historietas ya publicadas en los últimos números de la edición estadounidense de la revista, Vampirella y Eerie, aunque incorporó otra de 1984 en el número 3 y varias historietas de Richard Corben procedentes de fanzines (números 0 y 3). Progresivamente, fue incorporando más material original.
La revista tuvo 60 páginas. Su precio fue de 100 pesetas en los dos primeros números; 125 pesetas, del 3 al 32. 
En sus primeros números, la última historieta, generalmente más antigua, era precedida por una pequeña reseña biográfica del autor de la misma (Neal Adams, Reed Crandall, Víctor de la Fuente, Josep M. Beá, Richard Corben, Pat Boyette, Luis García, Esteban Maroto, etc.)
| Números             | Título                               | Guionista                                        | Dibujante               | Tipo             | Procedencia        |
| ------------------- | ------------------------------------ | ------------------------------------------------ | ----------------------- | ---------------- | ------------------ |
| 0                   | El amor del cojo Lem                 | Richard Corben                                   | Richard Corben          | Historieta breve | Skull n.º 2        |
| 8-13                | Bloodstar                            | Richard Corben                                   | Richard Corben          | Serie            |                    |
| 14-16               | La bestia de Wolfton                 | Richard Corben                                   | Richard Corben          | Serie            | Heavy Metal        |
| 14-24, 26-28, 31    | Historias negras                     | Alfonso Font                                     | Alfonso Font            | Serie            | Nueva              |
| 17-19               | Sangre sobre satén negro             | Doug Moench                                      | Paul Gulacy             | Serie            | Eerie              |
| 20-25               | Sigur el vikingo                     | José Ortiz                                       | José Ortiz              | Serie            | The Rook           |
| 26-33               | Vida en otro planeta                 | Will Eisner                                      | Will Eisner             | Serie            |                    |
| 31-35               | Feria de monstruos                   | Berni Wrightson                                  | Berni Wrightson         | Serie            |                    |
| 32-43, 48-59, 68-73 | Torpedo 1936                         | Enrique Sánchez Abulí                            | Alex Toth, Jordi Bernet | Serie            | Nueva              |
| 35-43, 46           | Vampirella                           | Gerry Boudreau, Roger McKenzie, Rich Margopoulos | Pepe González           | Serie            | Vampirella         |
| 36-48               | Drácula                              | Fernando Fernández                               | Fernando Fernández      | Serie            | Nueva              |
| 39-48               | La Zorra                             | Nicola Cuti                                      | José Ortiz              | Serie            | Creepy, Vampirella |
| 44-47               | Ángeles caídos                       | Guillermo Saccomanno                             | Leopoldo Durañona       | Serie            |                    |
| 44-47               | Sabre                                | Don McGregor                                     | Paul Gulacy             | Novela gráfica   |                    |
| 50-52, 54-55        | Creepshow                            | Berni Wrightson                                  | Berni Wrightson         | Serie            |                    |
| 52-59               | Axa                                  | Done Avennell                                    | Enrique Badía Romero    | Tira de prensa   |                    |
| 53-57               | La maga                              | Eugenio Mandrini                                 | Gustavo Trigo           | Serie            |                    |
| 55-56, 58-62, 64    | Brumas                               | Enrique Sánchez Abulí                            | Joan Boix               | Serie            |                    |
| 55-58, 60, 62       | Viaje al infierno                    | Carlos Echevarría                                | Rafael Auraleón         | Serie            |                    |
| 59-62               | La caída de la casa Usher            | Richard Corben                                   | Richard Corben          | Serie            |                    |
| 59-66               | Los mitos de Cthulhu                 | Norberto Buscaglia                               | Alberto Breccia         | Serie            |                    |
| 59-62, 65           | Tierra de monstruos                  | Carlos Trillo                                    | Gustavo Trigo           | Serie            |                    |
| 63-76, 78-79        | Notas de terror                      | Jordi Díaz Castrillo                             | Jordi Díaz Castrillo    | Serie            | Nueva              |
| 66-72, 74-75        | Las mil caras de Jack el destripador | Antonio Segura                                   | José Ortiz              | Serie            |                    |
| 72-79               | Dr. Mabuse                           | José María Beroy                                 | José María Beroy        | Serie            |                    |
| 76-78               | Cromwell Stone                       | Andreas                                          | Andreas                 | Serie            |                    |

### Segunda época (1990-1992, 19 números publicados)
| Números              | Título                     | Guionista                 | Dibujante                 | Tipo  | Procedencia |
| -------------------- | -------------------------- | ------------------------- | ------------------------- | ----- | ----------- |
| 1-6                  | Tragaldabas                | Enrique Jiménez Corominas | Enrique Jiménez Corominas | Serie | Nueva       |
| 1-2, 4, 6, 10, 12-13 | Mr. Black                  | Antoni Guiral             | Jesús Redondo             | Serie | Nueva       |
| 1-19                 | Zomby y el gato            | Antoni Guiral, Raf        | Raf                       | Serie | Nueva       |
| 4-10, 16             | El otro Necronomicón       | Antonio Segura            | Jaime Brocal Remohí       | Serie |             |
| 4-9                  | En el nombre del Diablo    | Esteban Maroto            | Esteban Maroto            | Serie |             |
| 5-10, 12-15          | Hunter                     | Mike Ratera               | Mike Ratera               | Serie | Nueva       |
| 9, 13, 14, 17        | Los archivos de Hazel Loch | Lorenzo Díaz              | Carlos Puerta             | Serie | Nueva       |
| 10, 12, 14-16        | El diamante negro          | Richard Margopoulos       | Richard Corben            | Serie |             |
| 16, 17, 19           | Abajo en el frío           | Darko Perovich            | Darko Perovich            | Serie |             |